# Europamästerskapet i handboll för damer 2014
Europamästerskapet i handboll för damer 2014 spelades i Kroatien och Ungern under perioden 7–21 december 2014. Norge vann turneringen före Spanien och Sverige.

## Kvalificerade lag
| Land          | Kvalificerat som       |
| ------------- | ---------------------- |
| Kroatien      | Värdnation             |
| Ungern        | Värdnation             |
| Danmark       | Vinnare av kvalgrupp 1 |
| Ukraina       | Tvåa i kvalgrupp 1     |
| Frankrike     | Vinnare av kvalgrupp 2 |
| Slovakien     | Tvåa i kvalgrupp 2     |
| Montenegro    | Vinnare av kvalgrupp 3 |
| Polen         | Tvåa i kvalgrupp 3     |
| Spanien       | Vinnare av kvalgrupp 4 |
| Nederländerna | Tvåa i kvalgrupp 4     |
| Sverige       | Vinnare av kvalgrupp 5 |
| Serbien       | Tvåa i kvalgrupp 5     |
| Norge         | Vinnare av kvalgrupp 6 |
| Rumänien      | Tvåa i kvalgrupp 6     |
| Tyskland      | Vinnare av kvalgrupp 7 |
| Ryssland      | Tvåa i kvalgrupp 7     |

## Första gruppspelet
Lottningen hölls den 19 juni 2014. De tre första lagen i varje grupp gick vidare till huvudrundan.

### Grupp A
| Lag      | S | V | O | F | GM | IM | MS  | P |
| -------- | - | - | - | - | -- | -- | --- | - |
| Spanien  | 3 | 3 | 0 | 0 | 81 | 72 | +9  | 6 |
| Ungern   | 3 | 1 | 1 | 1 | 84 | 79 | +5  | 3 |
| Polen    | 3 | 1 | 0 | 2 | 74 | 84 | −10 | 2 |
| Ryssland | 3 | 0 | 1 | 2 | 79 | 83 | −4  | 1 |

| Datum       | Spelplats |          |          | Resultat | Typ av match |
| ----------- | --------- | -------- | -------- | -------- | ------------ |
| 7 december  | Győr      | Spanien  | Polen    | 29 – 22  | Gruppspel    |
| 7 december  | Győr      | Ungern   | Ryssland | 29 – 29  | Gruppspel    |
| 9 december  | Győr      | Ryssland | Spanien  | 24 – 25  | Gruppspel    |
| 9 december  | Győr      | Polen    | Ungern   | 23 – 29  | Gruppspel    |
| 11 december | Győr      | Ryssland | Polen    | 26 – 29  | Gruppspel    |
| 11 december | Győr      | Ungern   | Spanien  | 26 – 27  | Gruppspel    |

### Grupp B
| Lag      | S | V | O | F | GM | IM | MS  | P |
| -------- | - | - | - | - | -- | -- | --- | - |
| Norge    | 3 | 3 | 0 | 0 | 88 | 63 | +25 | 6 |
| Danmark  | 3 | 1 | 1 | 1 | 82 | 79 | +3  | 3 |
| Rumänien | 3 | 1 | 1 | 1 | 71 | 78 | −7  | 3 |
| Ukraina  | 3 | 0 | 0 | 3 | 68 | 89 | −21 | 0 |

| Datum       | Spelplats |          |          | Resultat | Typ av match |
| ----------- | --------- | -------- | -------- | -------- | ------------ |
| 7 december  | Debrecen  | Norge    | Rumänien | 27 – 19  | Gruppspel    |
| 7 december  | Debrecen  | Danmark  | Ukraina  | 32 – 23  | Gruppspel    |
| 9 december  | Debrecen  | Rumänien | Danmark  | 29 – 29  | Gruppspel    |
| 9 december  | Debrecen  | Ukraina  | Norge    | 23 – 34  | Gruppspel    |
| 11 december | Debrecen  | Rumänien | Ukraina  | 23 – 22  | Gruppspel    |
| 11 december | Debrecen  | Norge    | Danmark  | 27– 21   | Gruppspel    |

### Grupp C
| Lag           | S | V | O | F | GM | IM | MS | P |
| ------------- | - | - | - | - | -- | -- | -- | - |
| Sverige       | 3 | 2 | 1 | 0 | 99 | 90 | +9 | 5 |
| Nederländerna | 3 | 1 | 1 | 1 | 86 | 87 | −1 | 3 |
| Tyskland      | 3 | 1 | 0 | 2 | 84 | 92 | −8 | 2 |
| Kroatien      | 3 | 1 | 0 | 2 | 83 | 83 | 0  | 2 |

| Datum       | Spelplats |               |               | Resultat | Typ av match |
| ----------- | --------- | ------------- | ------------- | -------- | ------------ |
| 8 december  | Varaždin  | Tyskland      | Nederländerna | 26 – 29  | Gruppspel    |
| 8 december  | Varaždin  | Sverige       | Kroatien      | 30 – 28  | Gruppspel    |
| 10 december | Varaždin  | Nederländerna | Sverige       | 30 –30   | Gruppspel    |
| 10 december | Varaždin  | Kroatien      | Tyskland      | 24 – 26  | Gruppspel    |
| 12 december | Varaždin  | Sverige       | Tyskland      | 39 –32   | Gruppspel    |
| 12 december | Varaždin  | Kroatien      | Nederländerna | 31 – 27  | Gruppspel    |

### Grupp D
| Lag        | S | V | O | F | GM | IM | MS  | P |
| ---------- | - | - | - | - | -- | -- | --- | - |
| Frankrike  | 3 | 3 | 0 | 0 | 72 | 54 | +18 | 6 |
| Montenegro | 3 | 2 | 0 | 1 | 70 | 67 | +3  | 4 |
| Slovakien  | 3 | 1 | 0 | 2 | 65 | 70 | −5  | 2 |
| Serbien    | 3 | 0 | 0 | 3 | 56 | 72 | −16 | 0 |

| Datum       | Spelplats |            |            | Resultat | Typ av match |
| ----------- | --------- | ---------- | ---------- | -------- | ------------ |
| 8 december  | Osijek    | Frankrike  | Slovakien  | 21 – 18  | Gruppspel    |
| 8 december  | Osijek    | Montenegro | Serbien    | 22– 19   | Gruppspel    |
| 10 december | Osijek    | Serbien    | Frankrike  | 16 – 27  | Gruppspel    |
| 10 december | Osijek    | Slovakien  | Montenegro | 24 – 28  | Gruppspel    |
| 12 december | Osijek    | Montenegro | Frankrike  | 20–24    | Gruppspel    |
| 12 december | Osijek    | Serbien    | Slovakien  | 21 – 23  | Gruppspel    |

## Mellanrundan
I mellanrundan möttes lag 1-3 från grupp A och B i grupp 1. Lag 1-3 från C och D i grupp 2. Lagen tog med sig resultaten från matcherna mot lagen som gick vidare i det tidigare gruppspelet.
Lag 1 och 2 i respektive grupp gick vidare till semifinal, lag 3 i respektive grupp spelade match om femte plats.

### Grupp 1
| Lag      | S | V | O | F | GM  | IM  | MS  | P |
| -------- | - | - | - | - | --- | --- | --- | - |
| Norge    | 5 | 4 | 0 | 1 | 134 | 119 | +15 | 8 |
| Spanien  | 5 | 3 | 0 | 2 | 131 | 121 | +10 | 6 |
| Ungern   | 5 | 3 | 0 | 2 | 124 | 117 | +7  | 6 |
| Danmark  | 5 | 2 | 1 | 2 | 123 | 124 | −1  | 5 |
| Rumänien | 5 | 2 | 1 | 2 | 113 | 115 | −2  | 5 |
| Polen    | 5 | 0 | 0 | 5 | 107 | 136 | −29 | 0 |

| Datum       | Spelplats |         |          | Resultat | Typ av match |
| ----------- | --------- | ------- | -------- | -------- | ------------ |
| 13 december | Debrecen  | Polen   | Danmark  | 19 – 28  | Mellanrundan |
| 13 december | Debrecen  | Spanien | Norge    | 26 – 29  | Mellanrundan |
| 13 december | Debrecen  | Ungern  | Rumänien | 20 – 19  | Mellanrundan |
| 15 december | Debrecen  | Polen   | Norge    | 24 – 26  | Mellanrundan |
| 15 december | Debrecen  | Spanien | Rumänien | 20 – 22  | Mellanrundan |
| 15 december | Debrecen  | Ungern  | Danmark  | 20 – 23  | Mellanrundan |
| 17 december | Debrecen  | Spanien | Danmark  | 29 – 22  | Mellanrundan |
| 17 december | Debrecen  | Ungern  | Norge    | 29 – 25  | Mellanrundan |
| 17 december | Debrecen  | Polen   | Rumänien | 19 – 24  | Mellanrundan |

### Grupp 2
| Lag           | S | V | O | F | GM  | IM  | MS  | P |
| ------------- | - | - | - | - | --- | --- | --- | - |
| Montenegro    | 5 | 4 | 0 | 1 | 136 | 124 | +12 | 8 |
| Sverige       | 5 | 3 | 1 | 1 | 158 | 140 | +18 | 7 |
| Frankrike     | 5 | 3 | 1 | 1 | 115 | 109 | +6  | 7 |
| Nederländerna | 5 | 2 | 1 | 2 | 134 | 127 | +7  | 5 |
| Tyskland      | 5 | 1 | 1 | 3 | 138 | 141 | −3  | 3 |
| Slovakien     | 5 | 0 | 0 | 5 | 106 | 146 | −40 | 0 |

| Datum       | Spelplats |               |            | Resultat | Typ av match |
| ----------- | --------- | ------------- | ---------- | -------- | ------------ |
| 14 december | Zagreb    | Tyskland      | Montenegro | 20 – 27  | Mellanrundan |
| 14 december | Zagreb    | Nederländerna | Slovakien  | 30 – 20  | Mellanrundan |
| 14 december | Zagreb    | Sverige       | Frankrike  | 29 – 26  | Mellanrundan |
| 16 december | Zagreb    | Nederländerna | Montenegro | 27 – 31  | Mellanrundan |
| 16 december | Zagreb    | Sverige       | Slovakien  | 31 – 22  | Mellanrundan |
| 16 december | Zagreb    | Tyskland      | Frankrike  | 24 – 24  | Mellanrundan |
| 17 december | Zagreb    | Sverige       | Montenegro | 29 – 30  | Mellanrundan |
| 17 december | Zagreb    | Nederländerna | Frankrike  | 18 – 20  | Mellanrundan |
| 17 december | Zagreb    | Tyskland      | Slovakien  | 36 – 22  | Mellanrundan |

## Slutspel

### Match om femte plats
|       | 19 december 2014 | Ungern                                                                                | 25–26                | Frankrike | László Papp Budapest Sports Arena, Budapest |                                    |
| 15:30 | 15:30            | Triscsuk 10, Kovacsics 3, Bulath 3, Planeta 3, Mayer 2, Tomori 2, Kovasics 1, Temes 1 | (13–16) Matchrapport | Nze Minko 7, Landre 3, Niombla 3, Lacrabère 3, Kamto Njitam 2, Ayglon 2, Pineau 2, Baudoin 1, Zaadi 1, Prouvensier 1, Dembélé 1 | Publik: 3 500 Domare: Opava, Válek          | Publik: 3 500 Domare: Opava, Válek |
| 15:30 | 15:30            |                                                                                       |                      | | Publik: 3 500 Domare: Opava, Válek          | Publik: 3 500 Domare: Opava, Válek |
| 15:30 | 15:30            |                                                                                       |                      | | Publik: 3 500 Domare: Opava, Válek          | Publik: 3 500 Domare: Opava, Válek |

### Semifinaler
|       | 19 december 2014 | Montenegro                                                                                      | 18–19               | Spanien                                                                | László Papp Budapest Sports Arena, Budapest |                                        |
| 18:00 | 18:00            | Radičević 6, K. Bulatović 4, Petrović 2, Pavicević 2, Jovanović 2, A. Bulatović 1, Mehmedović 1 | (8–13) Matchrapport | Pinedo 5, Mangué 4, Chávez 3, Pena 3, Cabral 2, Fernández 1, Aguilar 1 | Publik: 3 500 Domare: Brunovský, Čanda      | Publik: 3 500 Domare: Brunovský, Čanda |
| 18:00 | 18:00            |                                                                                                 |                     |                                                                        | Publik: 3 500 Domare: Brunovský, Čanda      | Publik: 3 500 Domare: Brunovský, Čanda |
| 18:00 | 18:00            |                                                                                                 |                     |                                                                        | Publik: 3 500 Domare: Brunovský, Čanda      | Publik: 3 500 Domare: Brunovský, Čanda |

|       | 19 december 2014 | Norge | 29–25                | Sverige | László Papp Budapest Sports Arena, Budapest |                                         |
| 20:30 | 20:30            | Løke 6, Mørk 5, Riegelhuth Koren 4, Kristiansen 3, Oftedal 3, Herrem 3, Alstad 2, Sa. Solberg 2, B. Riegelhult 1 | (13–11) Matchrapport | Gulldén 9, Odén 2, Alm 2, Torstenson 2, Sand 2, Hagman 2, Fogelström 1, Roberts 1, Ahlm 1, Helleberg 1, Johansson 1 | Publik: 3 500 Domare: Jurinović, Mrvica     | Publik: 3 500 Domare: Jurinović, Mrvica |
| 20:30 | 20:30            | |                      | | Publik: 3 500 Domare: Jurinović, Mrvica     | Publik: 3 500 Domare: Jurinović, Mrvica |
| 20:30 | 20:30            | |                      | | Publik: 3 500 Domare: Jurinović, Mrvica     | Publik: 3 500 Domare: Jurinović, Mrvica |

### Bronsmatch
|       | 21 december 2014 | Sverige                                                                                              | 25–23                | Montenegro                                                                                              | László Papp Budapest Sports Arena, Budapest |                                     |
| 15:30 | 15:30            | Gulldén 7, Odén 6, Alm 4, Hagman 2, Johansson 2, Fogelström 1, Torstenson 1, Helleberg 1, Jacobsen 1 | (11–12) Matchrapport | K. Bulatović 8, Radičević 4, Marija Jovanović 4, Knežević 3, Majda Mehmedović 2, Pavićević 1, Lazović 1 | Publik: 5 500 Domare: Arntsen, Røen         | Publik: 5 500 Domare: Arntsen, Røen |
| 15:30 | 15:30            | |                      | | Publik: 5 500 Domare: Arntsen, Røen         | Publik: 5 500 Domare: Arntsen, Røen |
| 15:30 | 15:30            | |                      | | Publik: 5 500 Domare: Arntsen, Røen         | Publik: 5 500 Domare: Arntsen, Røen |

### Final
|       | 21 december 2014 | Norge                                                                                                   | 28–25                | Spanien                                                              | László Papp Budapest Sports Arena, Budapest    |                                                |
| 18:00 | 18:00            | Riegelhuth Koren 10, Mørk 7, Sa. Solberg 3, B. Riegelhult 2, Løke 2, Oftedal 2, Kristiansen 1, Alstad 1 | (10–12) Matchrapport | Pena 10, Martín 4, Cabral 4, Mangué 3, Aguilar 2, Chávez 1, Pinedo 1 | Publik: 7 500 Domare: Bonaventura, Bonaventura | Publik: 7 500 Domare: Bonaventura, Bonaventura |
| 18:00 | 18:00            | |                      |                                                                      | Publik: 7 500 Domare: Bonaventura, Bonaventura | Publik: 7 500 Domare: Bonaventura, Bonaventura |
| 18:00 | 18:00            | |                      |                                                                      | Publik: 7 500 Domare: Bonaventura, Bonaventura | Publik: 7 500 Domare: Bonaventura, Bonaventura |

| Europamästare: Norge (sjätte titeln) |

## Statistik

### Slutplaceringar
| 1  | Norge         |
| 2  | Spanien       |
| 3  | Sverige       |
| 4  | Montenegro    |
| 5  | Frankrike     |
| 6  | Ungern        |
| 7  | Nederländerna |
| 8  | Danmark       |
| 9  | Rumänien      |
| 10 | Tyskland      |
| 11 | Polen         |
| 12 | Slovakien     |
| 13 | Kroatien      |
| 14 | Ryssland      |
| 15 | Serbien       |
| 16 | Ukraina       |

### Skytteliga
Innehåller spelare från placering 1-10 i skytteligan.
| nr | Spelare             | Lag        | Matcher | Mål | Skott | Procent |
| -- | ------------------- | ---------- | ------- | --- | ----- | ------- |
| 1  | Isabelle Gulldén    | Sverige    | 8       | 58  | 89    | 65 %    |
| 2  | Cristina Neagu      | Rumänien   | 6       | 49  | 97    | 51 %    |
| 3  | Carmen Martin       | Spanien    | 8       | 46  | 65    | 71 %    |
| 4  | Katarina Bulatović  | Montenegro | 8       | 44  | 86    | 51 %    |
| 5  | Nora Mørk           | Norge      | 8       | 41  | 69    | 51 %    |
| 6  | Krisztina Triscsuk  | Ungern     | 7       | 39  | 53    | 74 %    |
| 7  | Nerea Pena          | Spanien    | 8       | 38  | 61    | 62 %    |
| 8  | Alexandra Lacrabere | Frankrike  | 7       | 37  | 73    | 51 %    |
| 9  | Heidi Løke          | Norge      | 8       | 37  | 51    | 73 %    |
| 10 | Ida Odén            | Sverige    | 8       | 36  | 58    | 62 %    |

### All-Star team
Följande spelare kom med i mästerskapets all-star team.
- Målvakt: Silje Solberg  Norge
- Vänstersex: Maria Fisker  Danmark
- Vänsternio: Cristina Neagu  Rumänien
- Mittnio: Kristina Kristiansen  Danmark
- Mittsex: Heidi Løke  Norge
- Högernio:Nora Mørk  Norge
- Högersex: Carmen Martin  Spanien

- MVP Isabelle Gulldén  Sverige
- Bästa försvarsspelare: Sabina Jacobsen  Sverige

### Fotnoter
1. ↑  ”Women's EHF Euro 2014 goes to Hungary and Croatia, 9 april 2011, hämtdatum: 9 april 2011”. Arkiverad från originalet den 26 juni 2018. https://web.archive.org/web/20180626135239/http://www.eurohandball.com/article/13831. Läst 12 januari 2014.
2. ↑  ”Damer A Spännande EM-lottning”. Svenska Handbollsförbundet. Arkiverad från originalet den 9 december 2014. https://archive.is/20141209200006/http://www.svenskhandboll.se/Landslag/Landslagsnyheter/DamerASpannandeEM-lottning/. Läst 9 december 2014.
3. ↑  ”11 th women european handball championship Euro 2012”. EHF. Arkiverad från originalet den 22 januari 2015. https://web.archive.org/web/20150122010431/http://handball.sportresult.com/hbem14w/PDF/TOPPL.pdf. Läst 20 december 2014.
4. ↑  ”EHF Euro All-star team announced” (på engelska). EHF. 21 december 2014. Arkiverad från originalet den 22 december 2014. https://web.archive.org/web/20141222080917/http://huncro2014.ehf-euro.com/news/single-news/news/ehf-euro-all-star-team-announced-1/. Läst 21 december 2014.